# Benjaman Kyle

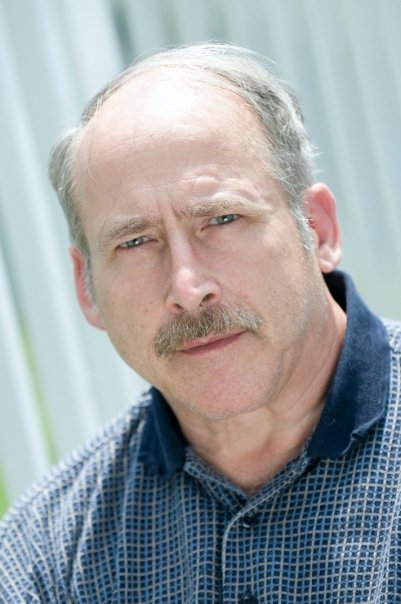
Benjaman Kyle (2010)

Benjaman Kyle (* 29. August 1948 in Lafayette, Indiana) ist das Pseudonym des US-Bürgers William Burgess Powell, der sich aufgrund einer Amnesie elf Jahre nicht an seinen Namen und sein vorheriges Leben erinnern konnte.

## Leben
Kyle wurde am 31. August 2004 verletzt, bewusstlos und nackt hinter einer Filiale von Burger King in Richmond Hill, Georgia aufgefunden. Seine Verletzungen am Kopf deuteten auf Schläge mit einem stumpfen Gegenstand hin. Aufgrund einer bestimmten Form von Amnesie hatte er so gut wie keine Erinnerungen mehr an sein vorheriges Leben. Jahrelang war es nicht möglich, seine wahre Identität festzustellen, da er weder Dokumente noch eine Sozialversicherungsnummer vorweisen konnte. Sowohl Fernsehsendungen mit Aufrufen als auch DNA-Untersuchungen führten zu keinen Ergebnissen. Doch trotz der öffentlichen Aufmerksamkeit schien niemand ihn zu vermissen.
Damit war er die erste Person, die zwar physisch anwesend war, aber dennoch offiziell „nicht existierte“. Eine Zeit lang war er obdachlos, dann verdiente er den Lebensunterhalt als Tellerwäscher in einem Restaurant.
Benjaman Kyle sei allerdings bei der Suche wenig hilfreich gewesen, sagte die Gerichtsmedizinerin Colleen Fitzpatrick; sie betrieb anhand von DNA-Spuren Genealogie, und als ihre Spur heiß wurde, habe Kyle den Kontakt zu ihr abgebrochen. aber erst 2015 konnte seine wahre Identität infolge molekularbiologischer Untersuchungen aufgedeckt werden. Infolge nahm er wieder Kontakt zu seiner Familie auf, deren Name und Identität er aus Rücksicht auf deren Persönlichkeitsrechte jedoch nicht öffentlich machte.

## Früheres Leben
Im Haushalt der Powells herrschte Streit und Angst. Sein Vater Furman war ein Trinker und William Powell – der Liebling seiner Mutter – wurde zur Zielscheibe des Zorns seines Vaters und regelmäßig und brutal misshandelt. Als William 16 wurde, verließ er sein Zuhause, um bei einer anderen Familie am anderen Ende der Stadt zu leben. Er hatte mehrere Jahre lang Gelegenheitsjobs. 1976 brach er den Kontakt zu seiner Familie ab und ließ seinen Besitz zurück, darunter sein Auto und den Wohnwagen, in dem er gelebt hatte. Seine Familie erstattete Vermisstenanzeige und die Polizei fand heraus, dass er aus einer Laune heraus mit einem Kollegen nach Boulder, Colorado, gezogen war. Sein Geburtsdatum erwies sich als eines der Details, an die er sich richtig erinnerte. Seine Familie hielt ihn später für tot.
Ein Reporter fand Sozialversicherungsunterlagen, die belegen, dass er bis 1983 in verschiedenen Jobs gearbeitet hatte; in den 21 Jahren danach konnten keine Unterlagen mehr gefunden werden.

## Rezeption
2011 wurde ein Kurzfilm über seinen Fall gedreht, der u. a. auf dem Tribeca Filmfestival lief.